# برايان كامبل
برايان كامبل هو لاعب هوكي الجليد كندي، ولد في 23 مايو 1979 في ستراثوري كاردوك في كندا.

## وصلات خارجية
- برايان كامبل على موقع دوري الهوكي الوطني (الإنجليزية)
- برايان كامبل على موقع EliteProspects.com (الإنجليزية)
- برايان كامبل على موقع Eurohockey.com (الإنجليزية)
- برايان كامبل على موقع HockeyDB.com (الإنجليزية)
- برايان كامبل على موقع Hockey-Reference.com (الإنجليزية)